# Sadlerochit Mountains
Die Sadlerochit Mountains sind ein Gebirgszug der Brookskette in der North Slope im Nordosten von Alaska. Das Gebirge erreicht eine maximale Höhe von 1521 m. Das im Arctic National Wildlife Refuge gelegene Gebirge besteht hauptsächlich aus Kalkstein.

## Lage
Die Sadlerochit Mountains bilden einen 63 km langen in Ost-West-Richtung verlaufenden Gebirgszug, der nördlich der eigentlichen Brookskette verläuft. Im östlichen Teil erreicht der Gebirgszug eine maximale Breite von etwa 12 km. Nördlich der Sadlerochit Mountains erstreckt sich die arktische Küstenebene. Westlich des Gebirgszugs verläuft der Canning River. Der Sadlerochit River passiert das östliche Ende der Sadlerochit Mountains. Die Flüsse Tamayariak River, Katakturuk River, Nularvik River, Marsh Creek und Itkilyariak Creek entwässern das Gebirge nach Norden. Der Ignek Creek im Westen, der Oberlauf des Katakturuk River und der Fire Creek im mittleren Abschnitt sowie der Sadlerochit River im Osten verlaufen entlang der Südflanke der Sadlerochit Mountains und trennen das Gebirge von den weiter südlich verlaufenden Shublik Mountains.

## Berge
Im Folgenden eine Liste von Gipfeln der Sadlerochit Mountains:
- Sadlerochit Mountains High Point 1521 m (⊙)
- Mount Weller 1426 m (⊙)
- Peak 4530 1381 m (⊙)

## Flora
Im Folgenden eine Liste von Pflanzen und Schlauchpilzen, die in den Sadlerochit Mountains wachsen:
- Bewimperter Mannsschild (Androsace chamaejasme)
- Androsace ochotensis aus der Gattung Mannsschild (Androsace)
- Rosmarinheide (Andromeda polifolia)
- Arnica angustifolia aus der Gattung Arnika
- Boykinia richardsonii
- Vierkantige Schuppenheide (Cassiope tetragona)
- Castilleja hyperborea aus der Gattung Castilleja
- Corydalis arctica aus der Gattung der Lerchensporne (Corydalis)
- Dactylina arctica, ein Schlauchpilz
- Ganzrandige Silberwurz  (Dryas integrifolia) aus der Gattung der Silberwurzen (Dryas)
- Eritrichium aretioides aus der Gattung Eritrichium
- Geum glaciale aus der Gattung der Nelkenwurzen (Geum)
- Alpen-Süßklee (Hedysarum hedysaroides)
- Hedysarum mackenzie aus der Gattung Süßklee (Hedysarum)
- Lupinus arcticus aus der Gattung der Lupinen (Lupinus)
- Masonhalea richardsonii, ein Schlauchpilz
- Oxytropis arctica aus der Gattung der Spitzkiele (Oxytropis)
- Oxytropis jordalii aus der Gattung der Spitzkiele (Oxytropis)
- Papaver alboroseum aus der Gattung Mohn (Papaver)
- Papaver hultenii aus der Gattung Mohn (Papaver)
- Parrya nudicaulis
- Pedicularis lanata aus der Gattung der Läusekräuter (Pedicularis)
- Phlox alaskensis aus der Gattung der Flammenblumen (Phlox)
- Polemonium acutiflorum aus der Gattung der Jakobsleitern
- Potentilla crebridens aus der Gattung der Fingerkräuter (Potentilla)
- Potentilla elegans aus der Gattung der Fingerkräuter (Potentilla)
- Primula frigida aus der Gattung der Primeln (Primula)
- Pseudocherleria macrocarpa
- Pyrola grandiflora aus der Gattung Wintergrün (Pyrola)
- Lappland-Alpenrose (Rhododendron lapponicum)
- Rusavskia elegans, ein Schlauchpilz
- Salix pulchra  aus der Gattung der Weiden (Salix)
- Salix rotundifolia aus der Gattung der Weiden (Salix)
- Saxifraga tricuspidata aus der Gattung Steinbrech (Saxifraga)
- Kronlose Nelke (Silene uralensis) aus der Gattung der Leimkräuter (Silene)
- Smelowskia media
- Tofieldia coccinea aus der Gattung der Simsenlilien (Tofieldia)
- Valeriana capitata aus der Gattung der Baldriane (Valeriana)

## Tierwelt
In dem Gebiet leben Dallschafe, Karibu (Porcupine Caribou Herde) und Braunbären. Zur Vogelwelt der Region gehört die Dachsammer.

## Namensgebung
Ernest de Koven Leffingwell beschrieb 1919 die drei vorgelagerten Gebirgszüge südlich der Camden Bay und nannte den nördlichsten „Sadlerochit Mountains“.